# Căteasca
Căteascaⓘ – wieś w Rumunii, w okręgu Ardżesz, w gminie Căteasca. W 2011 roku liczyła 641 mieszkańców.